# Life Begins at 40
"Life Begins at 40" är en sång av John Lennon, som spelades in 1980. Den var ursprungligen tänkt att spelas in av Ringo Starr, men Ringo valde att inte ha med någon låt av Lennon på sin skiva som släpptes 1981. Låten släpptes 1998 på John Lennon Anthology. Ironiskt nog mördades John Lennon två månader efter att han fyllt 40 år.